# (8128) Nicomachus
(8128) Nicomachus  es un asteroide perteneciente al cinturón de asteroides, descubierto el 6 de mayo de 1967 por Carlos Ulrrico Cesco y Arnold Klemola desde el Complejo Astronómico El Leoncito, en Cordillera de los Andes, Argentina.

## Designación y nombre
Nicomachus se designó inicialmente como 1967 JP.
Más adelante fue nombrado en honor al filósofo y matemático de la Grecia Clásica Nicómaco de Gerasa (hacia 100 a. C.).

## Características orbitales
Nicomachus orbita a una distancia media del Sol de 3,1279 ua, pudiendo acercarse hasta 2,7889 ua y alejarse hasta 3,4670 ua. Tiene una excentricidad de 0,1083 y una inclinación orbital de 4,1247° grados. Emplea en completar una órbita alrededor del Sol 2020 días.

## Características físicas
Su magnitud absoluta es 12,6. Tiene 15,661 km de diámetro. Su albedo se estima en 0,087. El valor de su periodo de rotación es de 4,67 h.